# Ширнек, Хуберт
Хуберт Ширнек (нем. Hubert Schirneck, 1962, Гера) — немецкий детский писатель, лауреат многих международных премий в области литературы, его книги переведены на многие языки мира.

## Краткая биография писателя
Хуберт Ширнек родился в 1962 году в городе Гера. Начал писать уже в молодые годы, но в ГДР издаваться не мог. После отказа служить в армии и ряда неприятностей переехал на Запад.
Ширнек пишет стихи, сценарии, статьи и радио историй для детей и взрослых (для Ohrenbär).
Его стихи и рассказы публиковались во многих международных литературных изданиях. Появившиеся позже сборники переведены на многие языки мира.
Ширнек пишет рассказы для радио, которые читают такие известные актёры, как Катарина Тальбах, Отто Зандер, Ханс-Петер Корф.
Награды: Нижнерейнская литературная премия, Австрийская премия в области литературы для детей и юношества.

## Детские книги
- Зеленый суп с лапшой играет на скрипке

Истории
С Хельга Bansch
Фонтан, Вена (2008)
- Бутылочная почта для папы

История в письмах девочки Ханны своему папе, исследователю Индийского океана
Мелани Кеммлер
Residenz Verlag, Зальцбург / Санкт Пельтен (2004)
русское издание
ЭНАС / Москва (2010)
- «Что снилось? Задаваемые Джонас»

По Сильвия Graupner
Издатель фонтан, Вена (2003)
- Когда давно потерял хорошее настроение

По Imke Sönnichsen
Издатель Фонтан молодости (2001)
- Кири Wal считает звезды

По Сильвия Graupner
Издатель Фонтан молодости (2001)
- Последние новости о семи гномах

Издатель Фонтан молодости (2000)
русское издание
ЭНАС / Москва (2012)
- Медведь в своём репертуаре (ориг. Typisch Bär!)  Русское издание: Издательство «Поляндрия» / Санкт-Петербург (2014)

## Рассказы и стихи
- Суть вещей

Истории
Рога, Эрфурт (2010)
- Новые танцы смерти

Поэзия
С K.-G. Хирш, Фолькер Браун e.g.
Остров библиотека, Франкфурт-на-Лейпциге (2002)
- Сплоченными и auseinandergeschirneckt

Рисунки и стихи
Издатель Томас Реч, Пассау (2000)
- На следующий день я посетил Грегор Самса

Стихи и рассказы
Послесловие Вульф Кирстен
Пресс-Гров, Рудольштадт (1999)
- Десятый год

С Эрнст Юнгер и Гюнтер Кофал
Издатель Томас Реч (1997)
- Окончательный

История
Издатель Томас Реч (1996)
- Ausordnen

Поэзия
Штат Иллинойс Карл-Георг Хирш
Издатель Томас Реч (1993)
- Независимо помогает нам

Поэзия
Послесловие Гюнтер Кунерт
Издатель Томас Реч (1989)

## Награды
- Niederrheinischer литературы 1992nd
- Австрийская государственная премия по детской литературе 2005